# Václav z Michalovic
Václav z Michalovic († 25. nebo 28. srpna 1451, strakonický hrad) byl český šlechtic z rodu pánů z Michalovic. V letech 1432-1451 byl generálním převorem české provincie Johanitského řádu a od roku 1435 hejtmanem Prácheňska. Zúčastnil se bitvy u Lipan a byl jedním z vůdců opozice proti Jiřímu z Poděbrad.

## Původ
Václav z Michalovic pocházel z českého šlechtického rodu pánů z Michalovic, byl jedním z mladších synů Jana III. z Michalovic († 1425) a Magdaleny Koldicové z Koldic.   Měl bratry Jindřicha, Petra, Jana a Zikmunda.
První dochovaná zmínka o Václavu z Michalovic jako členovi maltézského řádu se vztahuje k listině vydané dne 28. července 1424 ve Strakonicích, která právně potvrzuje, že Václav z Michalovic na Strakonicích spolu s převorem Jakubem a konventem strakonické komendy prodal pole Buškovi z Radkovic za 10 kop pražských grošů s podmínkou, že nový majitel bude platit obvyklé daně strakonické komendě. Na základě tohoto dokumentu byl učiněn závěr, že v té době Václav z Michalovic zastával funkci velitele strakonické komendy řádu johanitů a zároveň ve Strakonicích zastupoval nepřítomného generálního převora Ruprechta Lubinského.  
V roce 1432 se Václav z Michalovic ujal funkce generálního převora české provincie johanitského řádu. Dochovala se listina o Václavově zvolení generálním převorem ze dne 16. března 1432, stejně jako listina o jeho potvrzení v této funkci králem Zikmundem Lucemburským ze dne 25. října 1432. Spolu s Oldřichem z Rožmberka byl Václav oporou katolické strany v jižních Čechách a jedním z vůdců české katolické šlechty, který se během probíhajících husitských válek postavil proti radikálnímu křídlu husitů. V roce 1434 se Václav z Michalovic se svým johanitským vojskem zúčastnil bitvy u Lipan na straně katolických sil. 
V roce 1435 Václav jako nový duchovní pán Strakonic potvrdil jeho městské výsady. V témže roce král jmenoval Václava hejtmanem Prácheňska za jeho účast v bojích na katolické straně. Václav z Michalovic strávil téměř celé své období ve funkci generálního převora české provincie v drobných střetech s příznivci husitů. 
Po smrti svého bratra Petra II. z Michalovic v roce 1437 se Václav stal dědicem všech rozsáhlých rodinných statků pánů z Michalovic. Protože však Václav neměl možnost ani touhu skloubit výkon svých povinností generálního převora řádu se správou rodinných pozemků, brzy převedl veškerý rodinný majetek na svého synovce Jindřicha, syna Jana Kruhlaty z Michalovic.
V roce 1438 se Václav zúčastnil korunovačního ceremoniálu Albrechta Habsburského na českého krále a nesl královské žezlo.

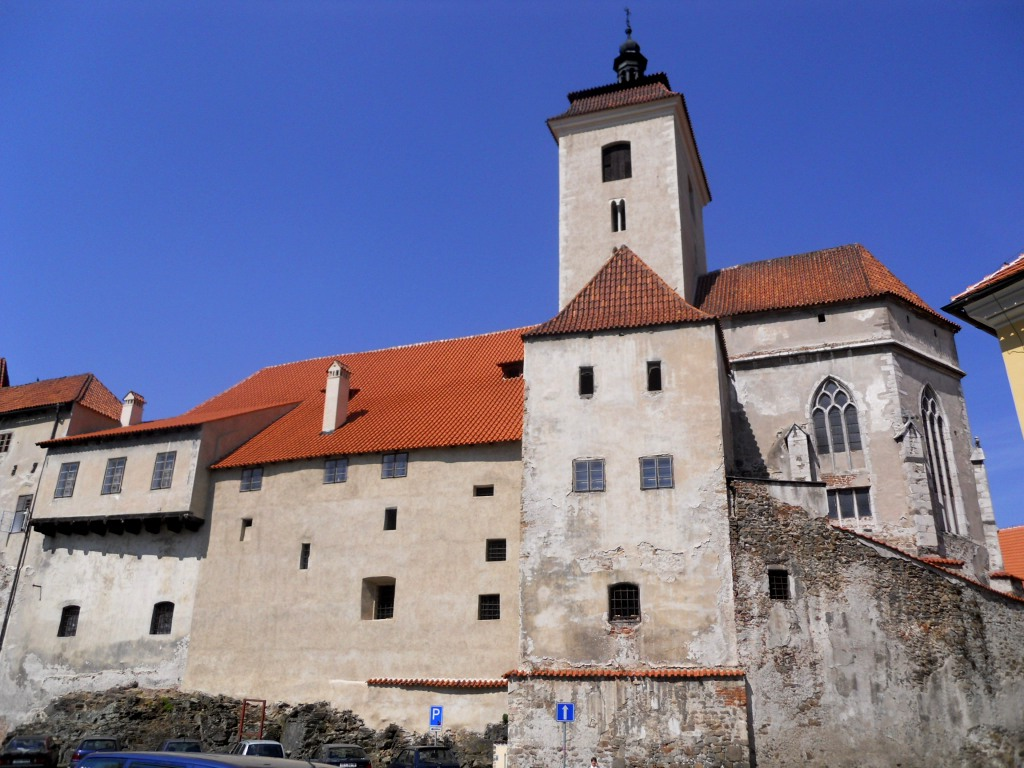
Kostel sv. Prokopa na strakonickém hradě, místo posledního odpočinku Václava z Michalovic.

Václav z Michalovic, významný a věrný stoupenec krále Albrechta Habsburského, byl po jeho smrti vybrán do čela poselstva vyslaného k vyjednávání o propuštění jeho mladého syna Ladislava Pohrobka. Dne 8. února 1449 se v rezidenci generálního převora českých johanitů na strakonickém hradě konal sjezd předních představitelů katolické šlechty jižních a západních Čech, kde byla založena tzv. Strakonická jednota - vojenské spojenectví namířené proti vůdci Kalicha, Jiřímu z Poděbrad. Hlavními iniciátory a organizátory tohoto sjezdu byli Oldřich z Rožmberka a Václav z Michalovic, kteří již několik let před jeho konáním vedli příslušná jednání s českými šlechtici. V následujícím roce 1450 byla vojska Strakonické unie poražena husitskými vojsky v bitvě u Rokycan. Poté se zástupci válčících stran sešli v Pelhřimově, kde Václav z Michałovic pomohl uzavřít mír. 

### Závěr života
V té době byl již Václav těžce nemocen a dne 25. srpna 1451 zemřel na hradě Strakonice. Podle dochovaných důkazů Václav z Michalovic rád dobře jedl a hodně pil a měl rád kohoutí zápasy. Václav trpěl dnou, na kterou si často stěžoval v korespondenci se svými blízkými přáteli z rodu Rožmberků.
Podle legendy Václav zemřel v malém rytířském sále hradu poblíž teplých kachlových kamen, která se dochovala dodnes. Byl pohřben v kostele sv. Prokopa na strakonickém hradě.

## Erb
Na dochovaných pečetích Václava z Michalovic lze rozlišit tři verze jeho erbu. 
První verzi erbu používal Václav na svých pečetích od doby, kdy zastával funkci velitele Strakonic, téměř až do konce svého života: nejstarší známý příklad pečeti s první verzí erbu (kulatá pečeť o průměru 27 mm) se dochoval na listině datované rokem 1424, nejnovější - na listině datované 20. srpna 1449. Tato černo-stříbrná verze je svisle rozdělený heraldický štít se stříbrným maltézským křížem v levé polovině štítu na stříbrném poli. Pravá polovina štítu má černé pole bez obrázků. Nad štítem je heraldická helma s černo-stříbrným pláštěm a erbem v podobě dvou složených křídel, jejichž přední strana je černá a zadní stříbrná. 
Druhá verze erbu Václava z Michalovic, lišící se od první pouze absencí maltézského kříže v levé polovině heraldického štítu, se poprvé objevuje na listině Strakonické jednoty, datované 8. února 1449 (průměr pečeti 19 mm). Druhá verze erbu se pak nachází na jedné z posledních listin podepsaných Václavem 9. února 1451.